# Denbighshire
Denbighshire je jedno z tradičních hrabství i administrativní oblast ve Walesu ve Spojeném království. Správním centrem je město Ruthin.

## Historie
Do roku 1974 patřilo mezi tradiční hrabství, poté na jeho území bylo hrabství Clwyd. Od roku 1996 má již oproti původnímu odlišné hranice a patří opět mezi správní oblasti ve Walesu.

## Města
- Denbigh
- Prestatyn
- Ruthin – sprívní centrum
- St Asaph